# Cristobalite
La cristobalite è un minerale (biossido di silicio) ed è un polimorfo del quarzo.

## Abito cristallino
In granuli e sferette. I cristalli sono molto piccoli di qualche millimetro di diametro pseudocubici o pseudoottaedrici, tuttavia l'abito della cristobalite è variabile a seconda della temperatura a cui si forma, cubica se è ad alta temperatura, tetragonale se la temperatura è bassa, in quest'ultimo caso i campioni del minerale i cristalli mantengono la forma originaria anche se avviene una modificazione cristallina.

## Origine e giacitura
Roccia magmatica effusiva, quando un magma riesce ad aprirsi un varco nelle rocce sovrastanti, fino a raggiungere la superficie, il suo raffreddamento avviene con rapidità dovuta alla differenza di temperatura elevata. Questo causa una riduzione della viscosità che, assieme alla temperatura, impediscono agli atomi di organizzarsi in posizioni ordinate e quindi si forma una roccia totalmente amorfa (come per l'Ossidiana) oppure, più frequentemente, si forma una roccia in prevalenza amorfa, ma con presenza di minerali cristallizzati in profondità che hanno la caratteristica di essere minerali stabili ad alte temperature che tenderanno ad acquisire nel tempo (ere geologiche) una struttura cristallina stabile a condizioni di temperatura e pressione ambiente. Tipici minerali di questo tipo sono la tridimite e la cristobalite (fasi della silice di alta temperatura e bassa pressione), associate spesso al sanidino (feldspato potassico di alta temperatura).
Genesi post-vulcanica e secondaria.
Il minerale è stata trovata nelle rocce magmatiche tra cui andesiti, rioliti, trachiti e ossidiana.

Più raramente si trova insieme all'opale in rocce formatesi a temperature relativamente basse
Il minerale è stato trovato nelle rocce lunari e in alcune meteoriti.

## Forma in cui si presenta in natura
In cristalli sferici o botrioidali. In forme massive o dendritiche.

## Caratteristiche chimico fisiche
Il minerale possiede le seguenti caratteristiche:
Peso molecolare:60,08 grammomolecole
Composizione chimica:
- Silicio:46,74%
- Ossigeno:53,26%
- Densità: 2,33 g/cm³
- Indici quantici
  - fermioni: 0,02
  - bosoni: 0,98
- Indici di fotoelettricità:
  - PE: 1,80barn/elettrone
  - ρ: 4,18 barn/cm³
- Indici di radioattività: GRapi: 0 (Il minerale non è radioattivo)

## Località di ritrovamento
- In Europa: nella zona di Eifel nella Renania (Germania); nel gruppo montuoso del Mont Dore nel Massiccio Centrale (Francia);[3] Sárospatak (Ungheria); in alcune andesiti caucasiche (Stati dell'ex Unione Sovietica); Nezdenice in Boemia (Repubblica Ceca);[5]
  - In Italia: Baldissero Canavese (Piemonte); isola d'Elba (Toscana) ove sembra sostituire l'hedenbergite nei giacimenti ferriferi; Sardegna ed all'isola di Lipari (Sicilia) sull’ossidiana di Porticello; in località Le Piagge presso Soriano nel Cimino (Lazio) ove è stata scoperta nelle lave bollose insieme a vonsenite e tridimite;[3]
- In America: nel parco di Yellowstone, nel Wyoming, nella Contea di Inyo in California (USA); a Cerro San Cristobal vicino a Pachuca, località ove è stata già scoperta e che ha dato il nome a questo minerale (Messico);[3] in quest'ultima località viene trovata in cristalli grandi fino a 4 millimetri geminati come nel gruppo degli spinelli, mentre nelle località suddette statunitensi viene trovata in sferette bianco-grigiastre generalmente con l'interno cavo e riempite da microcristalli di tridimite e fayalite[5]
- In Asia: ad Ellora nel Maharashtra (India)[3] dove viene trovata in cristalli ottaedrici generalmente geminati e situata su fibre di mordenite[5].